# Вулканы Грузии
Список потухших вулканов Грузии.
| Название     | Высота | Координаты                | Последнее извержение |
| ------------ | ------ | ------------------------- | -------------------- |
| Кабаргин     | 3650 м | 42°33′ с. ш. 44°00′ в. д. | Голоцен              |
| Казбек       | 5050 м | 42°42′ с. ш. 44°30′ в. д. | 750 до н. э.         |
| Без названия | 3750 м | 42°27′ с. ш. 44°15′ в. д. | Голоцен              |
| Без названия | 3400 м | 41°33′ с. ш. 43°36′ в. д. | Голоцен              |